# 제승방략
제승방략(制勝方略)은 전쟁 초기에 적보다 우세한 병력을 집중 운영하여 적을 제압하고 적지로 전과를 확대하기 위해 전술을 펼치는 것으로 분군법(分軍法)이라고도 불린다. 조선 초기 여진족을 제압하기 위해 함경도와 같은 북방에서 시행되었다. 남방에서는 임진왜란 발발 후 일시적으로 시행되었지만 실패하고 제승방략은 다시 진관체제로 복귀한다.

## 진관체제

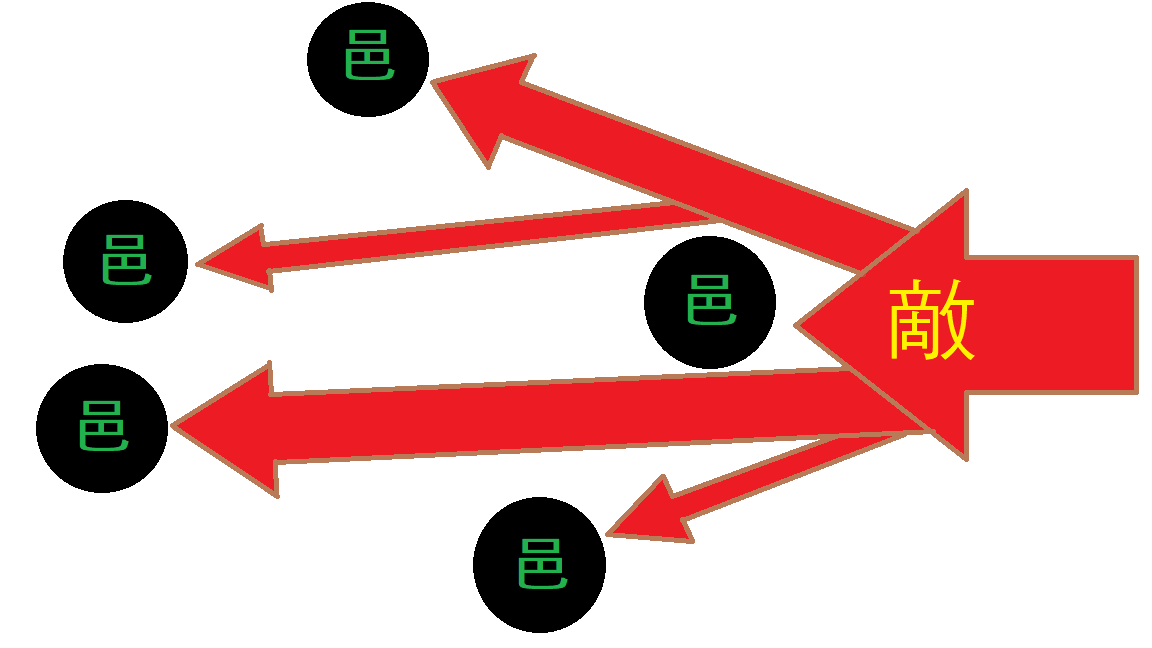
진관체제

### 발전
조선이 건국된 후 여진족과 왜구의 침탈로부터 백성을 보호하기 위해 육군과 수군 제도를 신설하여 북방변경과 남방연안에 군사를 배치하기 시작했다. 이는 북방의 군익제(軍翼制)와 남방의 영진제(營鎭制)로 발전하였고, 세조 3년 진관 체제(鎭管體制)로 단일화되었다.
진관제도는 전국적으로 국방제도를 일원화하기 위한 조치였고, 전국을 국방조직으로 만들었다는 의의가 있다.

### 전술적 단점
그러나 이러한 진관체제에도 치명적인 단점이 있었다. 병력을 분산하여 배치한다는 것이다. 조선은 병력을 전국 각처에 배치하였기에 총방위병력은 많았다. 그러나 정작 적이 침입한 지역에서는 적보다 아군의 방어병력이 적을 수 밖에 없었고 병력부족은 전투 패배로 이어졌다.
조선 세조 때까지 여진족과 왜구 침입규모는 한 지방 즉 도(道)의 방위력 범위를 넘지 않았다. 그러므로 군 지휘권 역시 도(道)로 한정되었다. 또한 성종때부터는 각 진관의 책임방어가 강요되고 지휘관이 임의로 타 진관을 지원할 수 없는 법이 시행되었고 이에 따라 도(道)끼리의 군사 협력관계는 엄격히 차단되었다. 그러나 조선 중반부터 도(道)의 방위력을 넘는 외세의 침입이 증가했다. 이럴 때마다 조정은 진관체제에 따라 군을 운영하지 않고 경관(京官)에게 임시 군직(軍職)을 부여하여 군을 통솔하게 하였다. 그러나 이는 일관적이지 못했고 본질적인 결점을 해결하지 못한  임시방편책에 불과하였다.

## 제승방략의 출현

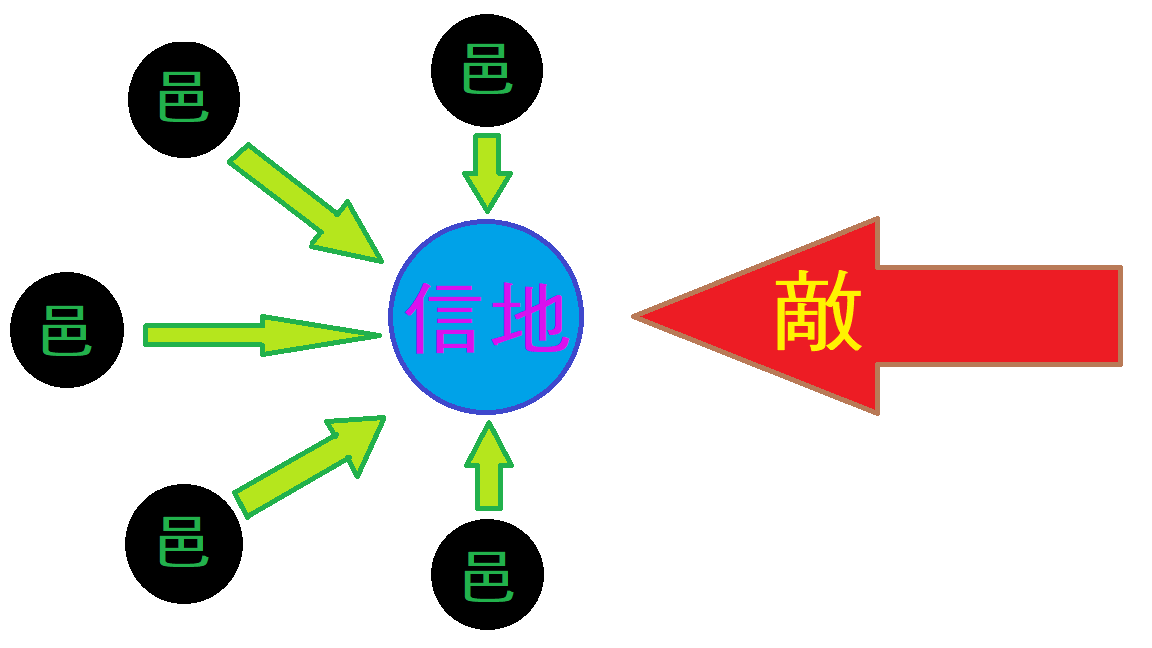
제승방략

### 함경북도 병마절제사 이일(李鎰)
진관체제의 전술적 단점을 개선하려고 노력한 사람 중 한명이 바로 이일(李鎰)이었다. 1583년 함경도 경원부사로 부임한 이일은 역대 함경도의 장수들이 기록한 병서들을 살펴보았다. 그러던 중 전술이 매우 비현실적이고 비효율적이라는 것을 알게 된다. 그리고 1588년 함경북도 병마절제사로 승진한 그동안의 연구를 바탕으로 현재 시행되는 군사운용 제도를 개선하겠다는 뜻을 조정에 보고한다. 이일이 올린 장계의 핵심은 '함경북도의 6진(종성·온성·경원·경흥·부령)에 전쟁이 발생하면 6진5위(六鎭五衛)로, 3읍(경성·명천·길주)에 적변이 발생하면 3읍3위(三邑三衛)로 분군하여 대처한다'라는 것이다. 즉 북도에 외침으로 인한 전쟁이 발생하면 남도의 병력을 지원하여, 남북도 병력의 지휘권을 북도에서 행사한다는 의미이다. 이처럼 제승방략은 진관체제의 모순점들을 보완하고자 했다. 이일은 「제승방략」 1권에 함경도의 수비전략을, 2권에 공격전략을 담았다. 그러나 그의 시행 요청은 지휘체계혼란을 이유로 승인되지 않았다. 그리고 그의 요청이 거부되고 4년이 지난 1592년 임진왜란이 발발한다.

### 진관체제의 모순점 개선
1. 병력의 집중 운영: 병력 분산으로 인해 적이 일정한 지역으로 대거 침략할 경우 방어력이 약한 진관체제 ᐅ 6진5위와 3읍3위와 같이 사전에 전투편성한 병력으로 집중 운영
2. 남·북도의 군사협력체제 구축- 남·북도가 긴밀한 군사협력체제를 이루지 못했던 진관체제 ᐅ 전시에 남·북 지휘권을 합침으로써 군사협력
3. 불필요한 경장(京將)의 파견 방지- 도(道)이상의 군사지휘체계를 갖추지 않아 임시로 파견되던 경관(京官)이 불러오던 폐단 ᐅ 한 도(道)에게 군사운영의 전권을 부여함으로써 조정의 간섭 없이 일사분란한 명령체계 이룩

## 북방 제승방략

### 공격전술
제승방략(制勝方略)의 공격 전투편제는 6진대분군(六鎭大分軍)과 3읍분군(三邑分軍)이었다. 그리고 그 전술적 우수성은 다음과 같다.
1. 우세한 군사력으로 적의 침입 조기 진압 및 전과 확대의 가능성
2. 후방부대의 운영
3. 특수부대의 운영
4. 군수체제의 사전 확립

### 방어전술
1. 지원전술 제도의 신설: 제승방략에 기록된 지원체제는 적변이 일어나 성이 포위 당해도 사이 길을 남겨두어 소식을 전하고 좌우의 이웃 진보는 성을 지킬 군사를 남겨두고 정예군을 기반으로 즉시 지원하도록 하였다.
2. 군진의 요새화: 북도 6진에 29진보, 남방 3읍에 14진보를 쌓는 등, 각 진(鎭)에 성을 축조하여 수비전술을 견벽청야(堅壁淸野-청야전술)이 되도록 수비력을 강화시켰다.
3. 장병의 전술능력 향상: 장병에게 제승방략의 전술을 이해시키고 지휘통솔체제를 확보하여 전시에 즉시 임무를 수행하도록 병사를 정예화하였다.
4. 파수체제의 효율증대: 적의 은밀한 접근과 매복을 적발하기에 어려웠던 함경도 산림지역의 특성을, 청각과 후각 능력이 뛰어난 사냥개를 이용하여 적발하고자 하였다.
5. 예방체제의 정비: 진관체제를 발전시켜 적을 추격하는 추격처(追擊處), 적을 맞아 싸우는 요격처(邀擊處), 적변이 있을 때 진보간 협조아래 전투를 할 수 있는 구원처(救援處), 아군이 매복하는 복병처(伏兵處), 적의 동태를 정탐하는 체탐처(體探處)들을 설치하여 예방 및 방어체제를 정비하였다.

### 의의
북방의 제승방략은 북병사(北兵使)가 경성에 상주하면서 각 거진(巨鎭)의 진장(鎭長)들을 직접 통제했다. 한양에서부터 파견된 경장이 아닌 해당 지역에 상주하는 각각의 지휘관들이 토병 위주로 구성된 6진과 3읍의 상비군들을 지휘·통제했기 때문에 남방의 제승방략과 비교하여 근본적으로 병력 운용면에 있어 적시성을 유지할 수 있었다. 이를 통해 조선의 군대가 상당히 체계적이며 전투준비태세가 잘 갖추어져 있었다는 것도 미루어 짐작할 수 있다. 또한 전방 6진 중 두만강변의 5진에서 운용한 추격처와 요격처는 북간도 일대까지 조선의 영토로 간주하고 있었던 당시 조선의 적극적인 영토관을 반영한다. 이는 당시 대륙 지향적이고, 진취적이며 적극적이었던 조선 영토관의 투영임과 동시에 실제 고려시대 동북 9성의 영역과 조선시대의 관념적 영토가 두만강 이북의 북간도 지역까지였음을 방증하는 것이라 할 수 있다.

## 남방 제승방략

### 임진왜란
임진왜란은 진관제도의 모순이 시정되지 않고, 조정은 제승방략의 시행을 승인하지 않은 전략 전술의 혼란기에 일어난 전쟁이었다. 이는 곧 부산지역, 상주, 충주 전투의 패배로 나타났다.
부산지역 전투에서 부산성 첨사 정발 (1553년)과 동래부사 송상현 (1551년) 그리고 예하 병사들은 매우 용감하고 충성스럽게 항전했지만, 일본군의 압도적인 병력을 이길 수는 없었다. 해양방위를 담당하는 수군의 병력을 육군의 보충력에 사용할 정도로 병력이 부족했고, 인접지역의 협조와 후원도 없었다. 이처럼 해상전(海上戰)을 포기하고 지상전(地上戰) 위주의 견벽청야(堅壁淸野-청야전술)을 고집하다가 결국 패배한다.
상주 전투 (1592년)는 준비되지 않은 제승방략의 발령과 와해되고 있는 진관제도의 방어전술이 상충하면서 경장(京將)이 도착하기 전에 집결병력이 도산(逃散)하여 전투다운 전투도 못한 채 패하게 되었다. 경상감사 김수는 성급하게 분군 명령을 내렸고 조정에서는 아직 경장을 파견하지 않은 상황이었다. 이에 적군이 다가오고 있는 상황에서 지휘관 없는 병사들은 동요하다가 도산해버렸다. 이처럼 병력지휘를 고려하지 않고 성급하게 분군 발령을 내리고 적기에 경장을 현지에 파견하지 못한 조정의 무리한 진관제도 운영이 패배의 요인이 되었다.
충주 전투(탄금대 전투)는 적의 전투형태와 무기의 성능을 간과함으로써 요새지방어(要塞地防禦)를 도외시하고 기마전(騎馬戰)을 선택하여 패하게 되었다. 선조는 경상도에서 일본군을 막기 위해 신립을 파견했고 그는 북방에서 맹활약하던 용장이었지만 탄금대에서 전멸한다. 그 원인은 적을 추격(追擊)하거나 요격(邀擊)하는 제승방략의 전술절차를 무시하고 야전(野戰)에서 적의 보병(步兵)을 상대로 아군의 기병(騎兵)을 무리하게 운용한 탓에 있다. 적이 조총을 쏘면서 접근하자 경험하지 못한 전술에 대응체제를 갖추지 못한 신립과 병사들은 퇴로를 찾지 못한 채 강물을 만나 전멸한다.

### 한계 및 의의
임진왜란이 발발하고 초기 전투에서 패하자 패인으로 지목된 것이 제승방략이었다. 유성룡의 제승방략에 대한 비판은 '임진왜란이 발발하자 김수가 제승방략을 발령하여 병사들이 경장(京將)을 기다렸지만 적병이 먼저 도착해서 도산했다'는 것이다. 그러나 이일이 건의한 제승방략은 이렇듯 경장이 파견되고 있는 진관제도의 모순을 개선하기 위함이었다. 진정한 패인은 경장 도착 전까지 군사를 통솔할 지휘자를 지명하지 못한 경상감사 김수의 성급한 결정, 적기에 경장을 군사집결지로 파견하지 못한 조정의 책임이지 제승방략의 전술적인 오류라고 볼 수 없다. 이처럼 원인으로 지목된 내용 중에 상당 부분은 진관제도의 모순과 전략전술의 혼란이었지만 책임은 고스란히 제승방략에 전가되었고 조선 후기부터 제승방략이 지닌 전술의 우수성과 군사운용의 가치가 올바로 이해되지 못했다.
전술적인 문제점으로는 한곳에 모인 군사를 지휘할 지휘관이 중앙에서 내려오는데, 이 지휘관은 대부분 집결한 병사들이 처음 보는 사람이라 해당 지휘관에게 훈련을 받고 병사들끼리 호흡을 맞출 시간이 부족하다는 단점이 있다. 게다가 해당 지휘관이 싸우는 전쟁터의 지리를 모른다는 엄청난 단점이 존재하기 때문에 홈 그라운드의 이점을 하나도 활용할 수 없다. 대표적인 사례로는 임진왜란의 상주 전투가 있는데 중앙에서 파견된 지휘관 이일이 상주의 지리를 전혀 알지 못해서 고니시 유키나가를 발견하지 못했으며, 이 때문에 고니시 유키나가의 군대에게 기습을 당해 제대로 싸워보지 못하고 이일이 도망갔다. 또한 적군이 집결한 병력을 피해 일부 부대를 우회시켜 후방으로 진격할 경우 방어할 병력이 부족해진다는 단점 역시 존재한다. 대표적인 사례로는 임진왜란의 탄금대 전투 당시 고니시군이 제승방략에 따라 집결한 신립의 군대와 맞붙는 동안 함께 오던 가토 기요마사의 군대는 길을 그대로 우회해 한양까지 큰 저항 없이 진격하였다.

## 제승방략의 전술적 단점
1. 중앙으로 모여서 싸우는 구조로 인해 상비군보다 예비군의 비중이 높다. 이 때문에 병력의 훈련 수준을 장담하기 어렵다.
2. 종심 활용의 어려움. 지휘관이 적보다 늦게 도착하게 되면 전투조차 못 하고 패배하며 설령 지휘관이 일찍 도착한다 하더라도 적이 최소한 일정 수준 이상 전진해 있기 때문에 종심을 포기해야 한다.
3. 지휘관이 한성에서 파견되는 구조이기 때문에 전투를 총괄해야 하는 지휘관 본인이 해당 지역의 지리를 모른다. 사실 이게 가장 치명적인 결함이다. 본디 방어군이란 홈 그라운드의 이점을 이용해서 방어를 하는 게 원칙이지만 그렇게 하기 위해서는 지휘관이 전쟁터의 지리를 알아야만 한다. 하지만 방어군 지휘관이 전쟁터의 지리를 모른다는 것은 홈 그라운드의 이점을 하나도 활용할 수 없음을 의미한다.
4. 지휘관이 전쟁터까지 도착하는 데에 걸리는 시간이 오래 걸려서 지휘 공백이 지나치게 크다. 또한 지휘관이 도착할 때까지 병력을 고정 시켜야 하는데 이게 매우 힘들다.
5. 지휘관과 병력이 서로 처음 보는 사이인 탓에 호흡을 맞추기 매우 어렵다. 사실상 훈련을 하지 않은 것이나 다름없다.
6. 항명이나 군무이탈의 위험성이 대단히 높다. 지휘관이 아주 유능해야 하며 단점을 보여주는 즉시 병력들이 지휘관을 의심한다. 평소에 지휘관이 주둔하고 있을 경우에는 병력들과 같이 살고 있어서 어느 정도 안면이 있어 단점이 있더라도 병력들이 이해하고 넘어가지만 한성에서 파견온 지휘관은 아주 유능하지 않으면 해당 지휘관에 익숙하지 않은 병력들이 바로 비판한다.

## 같이 보기
- 진관 체제
- 속오군
- 임진왜란